# Commanderie de La Romagne
La commanderie de La Romagne est une ancienne commanderie de l’ordre du Temple remaniée et fortifiée à la fin du XVe siècle par les Hospitaliers, située à Saint-Maurice-sur-Vingeanne en Bourgogne, à la limite avec la Champagne et la Franche-Comté. Il ne reste rien de la période templière.
L’« ancien château » fait l’objet d’un classement au titre des monuments historiques depuis le 25 juin 1962.

## Historique
En 1144, Jean de Courchamp fait une donation de terres aux Templiers. En 1167, l’évêque de Langres donne à ceux-ci la moitié de l’église de Saint-Maurice, sans doute le bâtiment, à entretenir, et surtout la moitié du prélèvement qui, sous le nom de dîme, se faisait sur les récoltes de grain et de vin. En 1191, lors de la troisième croisade, au siège de Saint-Jean-d’Acre, Guy de Vergy leur donne une portion de terre qu’il possédait près d’Autrey-lès-Gray, avec des pâturages et des bois. En 1227, Agnès de Saint-Maurice leur donne le four et le moulin du village. La Romagne tient une place importante dans l'implantation templière en Franche-Comté,.
En 1309, pendant le procès des Templiers, Regnaut Mignart de Mussy, commis au gouvernement des biens du Temple en la baillie de Bure et de La Romagne, gère le domaine.
À la disparition des Templiers, La Romagne passe à l'ordre de l'Hôpital. Elle est remaniée et fortifiée à la fin du XVe siècle par le commandeur Pierre de Bosredon.

## Commandeurs
| Nom du commandeur                                              | Dates     |
| Humbert                                                        | 1170      |
| Guiardus de Blondefontaine                                     | 1185      |
| Guillelmus li Vafres                                           | 1221      |
| Guido                                                          | 1221      |
| Humbert                                                        | 1226 1228 |
| Hertaud                                                        | 1228      |
| Henri de Dôle                                                  | 1269      |
| Guillaume Charneyr                                             | 1282      |
| Richard de Bettoncourt                                         | 1294      |
| Hugues de Beaune                                               |           |
| Étienne de S. Loups                                            | 1367      |
| Jean de Sicons                                                 | 1371 1381 |
| Aymé d'Oiselet                                                 | 1382      |
| Jean d’Aunoy                                                   | 1406      |
| Jean de Vienne                                                 | 1418 1454 |
| Étienne de Villiers                                            | ? 1458    |
| Pierre de Bosredon                                             | 1458 1511 |
| François de Franez Franels ou Frénels                          | 1511 1522 |
| Jean d'Eltouf de Pradines                                      | 1523 1531 |
| Gui le Beuf, aussi de Thors, de Corgebin, Buxières et Avalleur | 1532 1557 |
| Louis d'Esguilly                                               | 1558 1570 |
| Jean de Damas de Marsilly                                      | 1571 1572 |
| Philibert de Foissy                                            | 1573 1616 |
| Jacque de Chenu du Bellay                                      | 1616 1656 |
| Edme Dessertaine (de Certaines) de Villemolin                  | 1657 1673 |
| Charles D'Escrot-D'Uchon                                       | 1674 1688 |
| Jean-Baptiste le Marinier de Cani                              | 1689      |
| Jean de Choiseul d'Esguilly                                    | 1689 1706 |
| Pierre de Saint-Belin Vaudrémont                               | 1706      |
| Gabriel-Silvain-Nicolas de Gaucourt                            | 1781 1786 |

## Possessions
- Une seigneurie à Saint-Maurice-sur-Vingeanne, le moulin banal et l'église[21],[22]
- Nombreux champs à Courchamp[21]
- Divers droits à Montigny sur Vingeanne[21]
- La ferme de l'Envieuse à Sacquenay
- Le moulin de Cusey (1200)[23]
- Une maison à Autrey-lès-Gray et la seigneurie (1191)
- Une maison du Temple dès 1176 à Genrupt[23],[24], devenue une commanderie autonome au XIIIe siècle[25] (Commune de Bourbonne-les-Bains)
- Une maison du Temple à la Chassagne dès 1189 (commune d'Isômes)
- Des vignes à Champlitte
- Un domaine à Barges
- Quelques biens à Maizières sur Amance[23]
- Présents à Rougeux en 1269[23]
- Des biens à Valleroy en 1222[23]
- Au diocèse de Besançon, ils achètent la grange d'Espercey à l'abbaye de Droiteval[26]

## Organisation
Les fortifications du XVe siècle et les nombreuses transformations et destructions postérieures ne permettent pas de donner une description des bâtiments à la période templière.

## Galerie

Commanderie de la Romagne
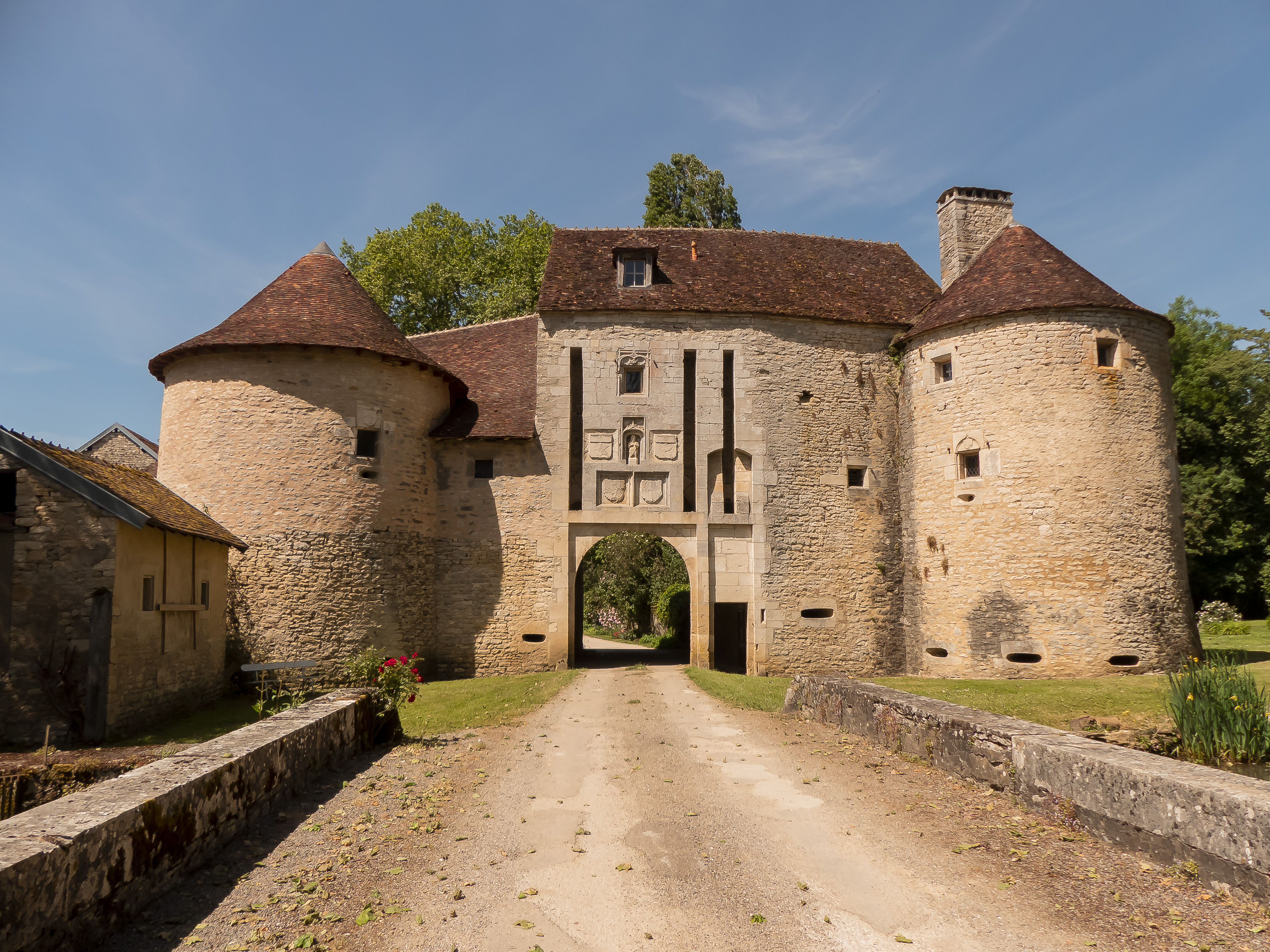
Vue de la Porte Saint Jean
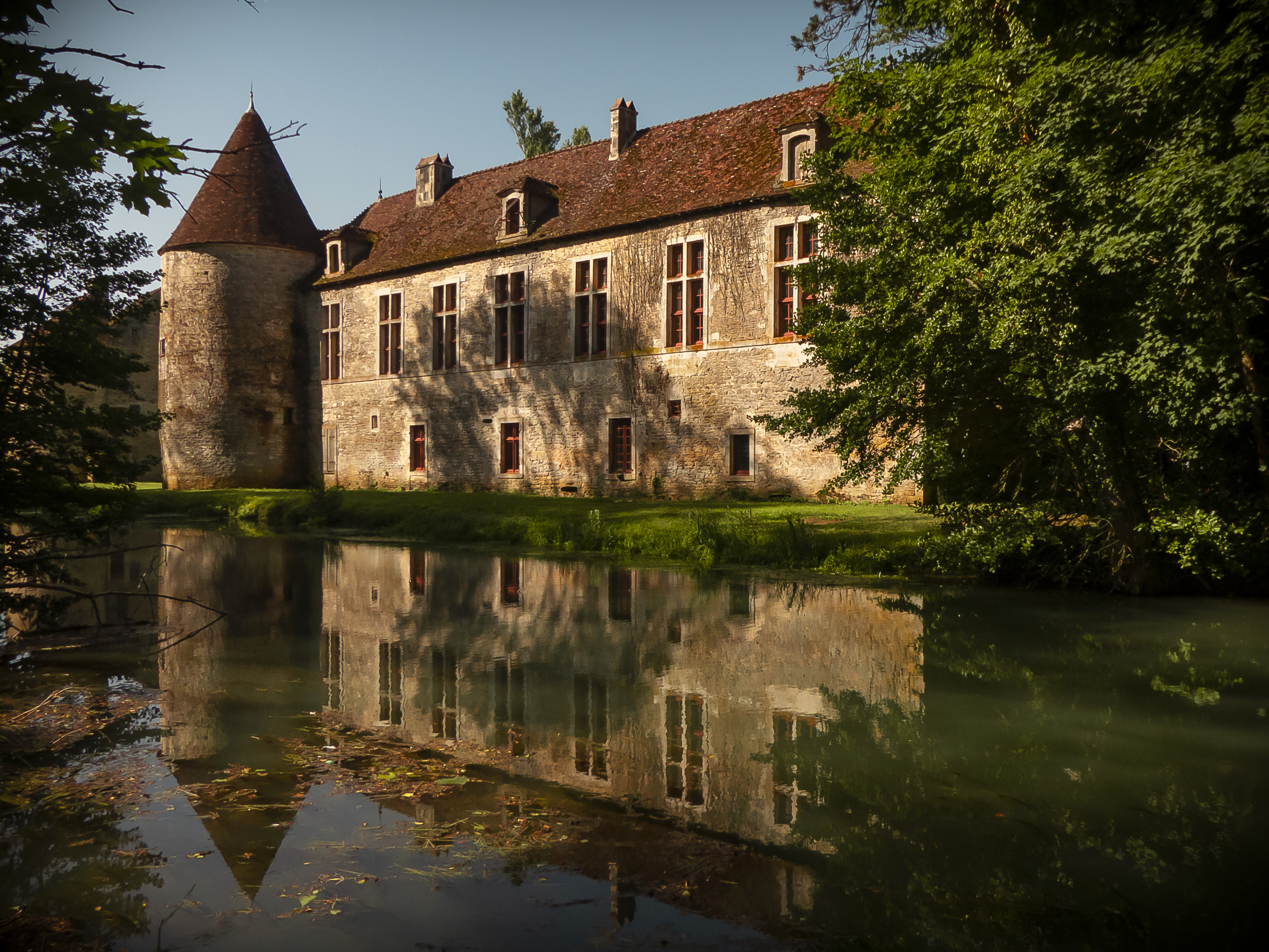
Vue du château de la Romagne depuis la rivière
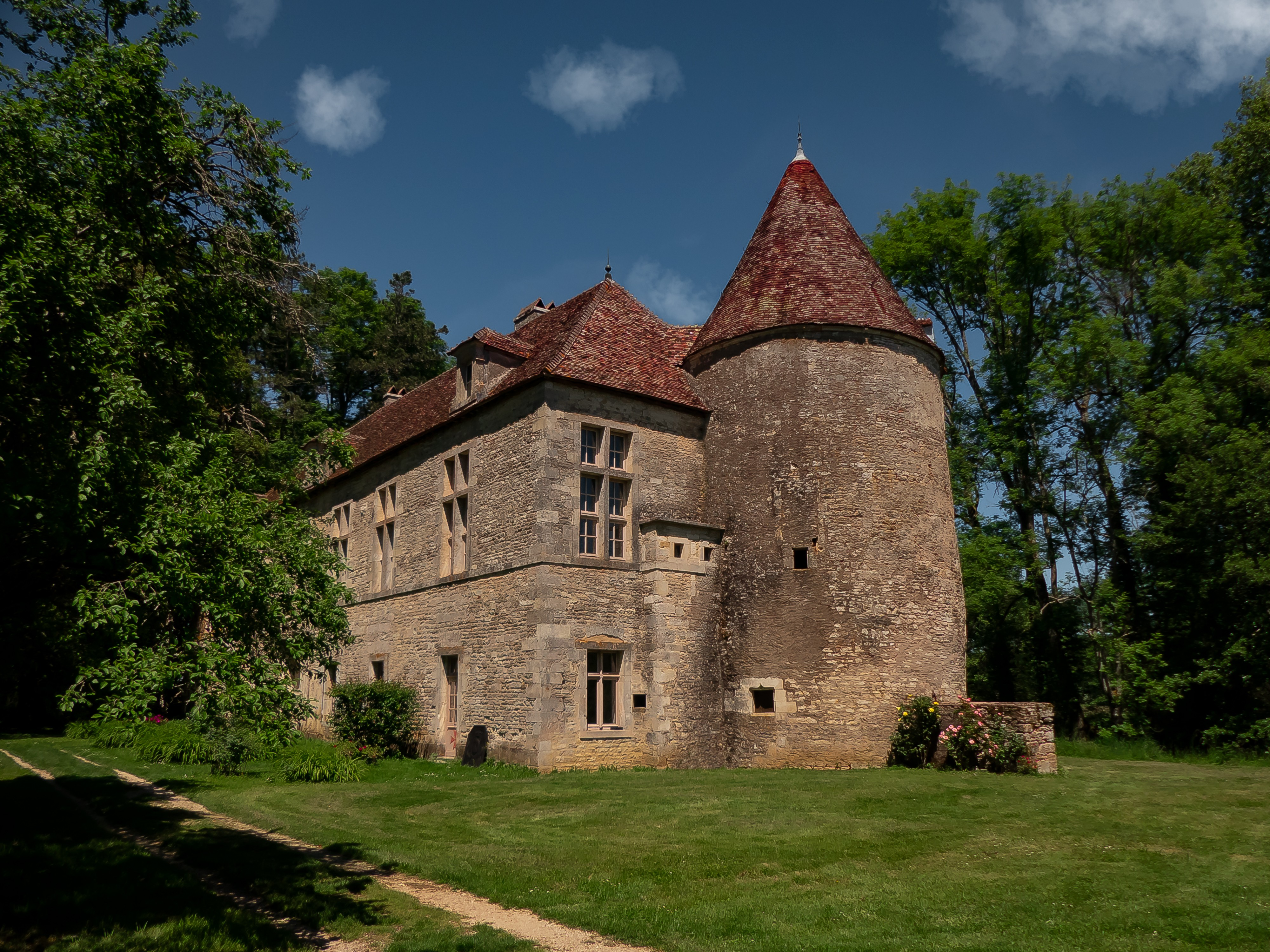
Vue du château de la Romagne
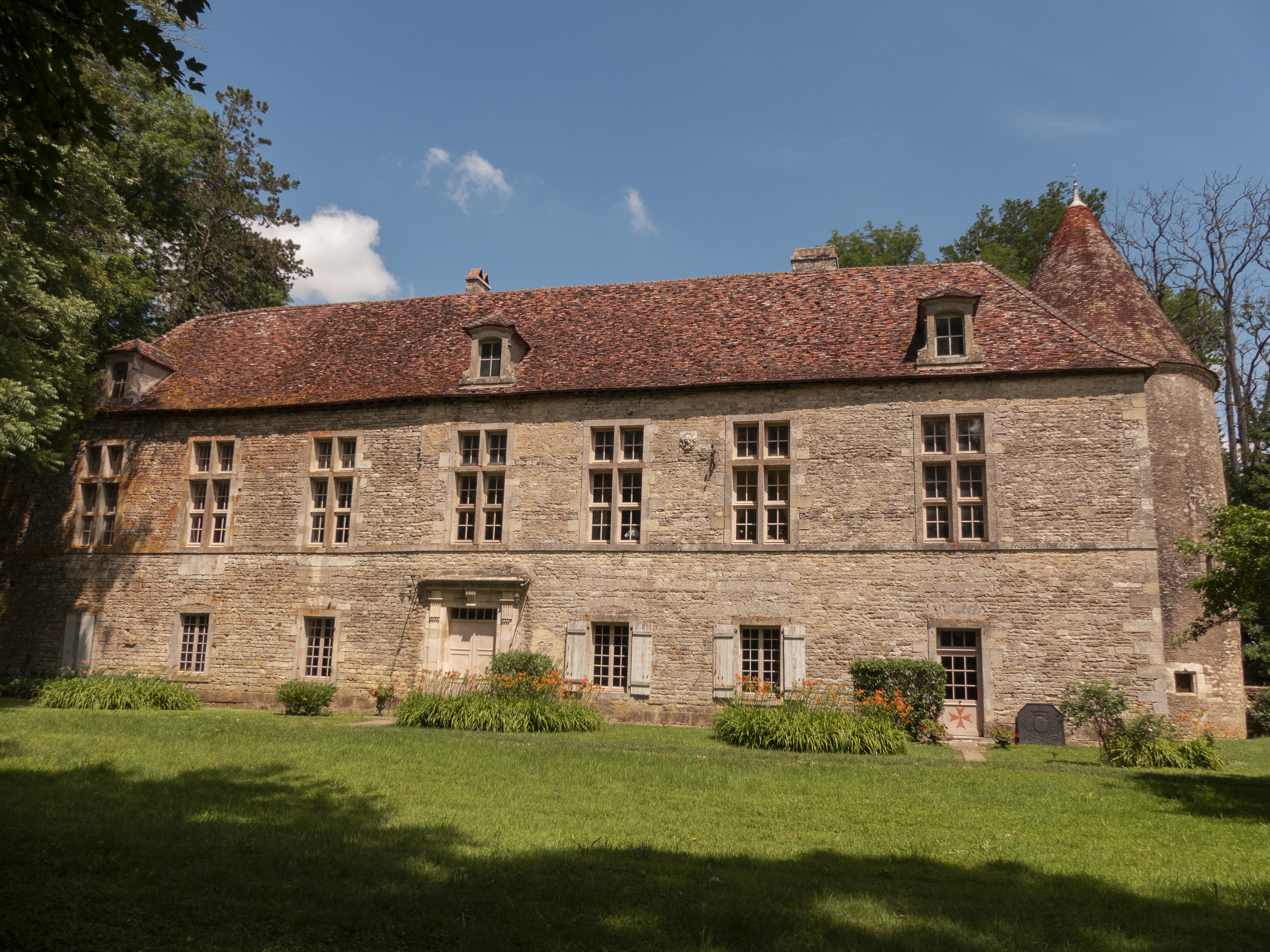
Vue de la façade du château de la Romagne
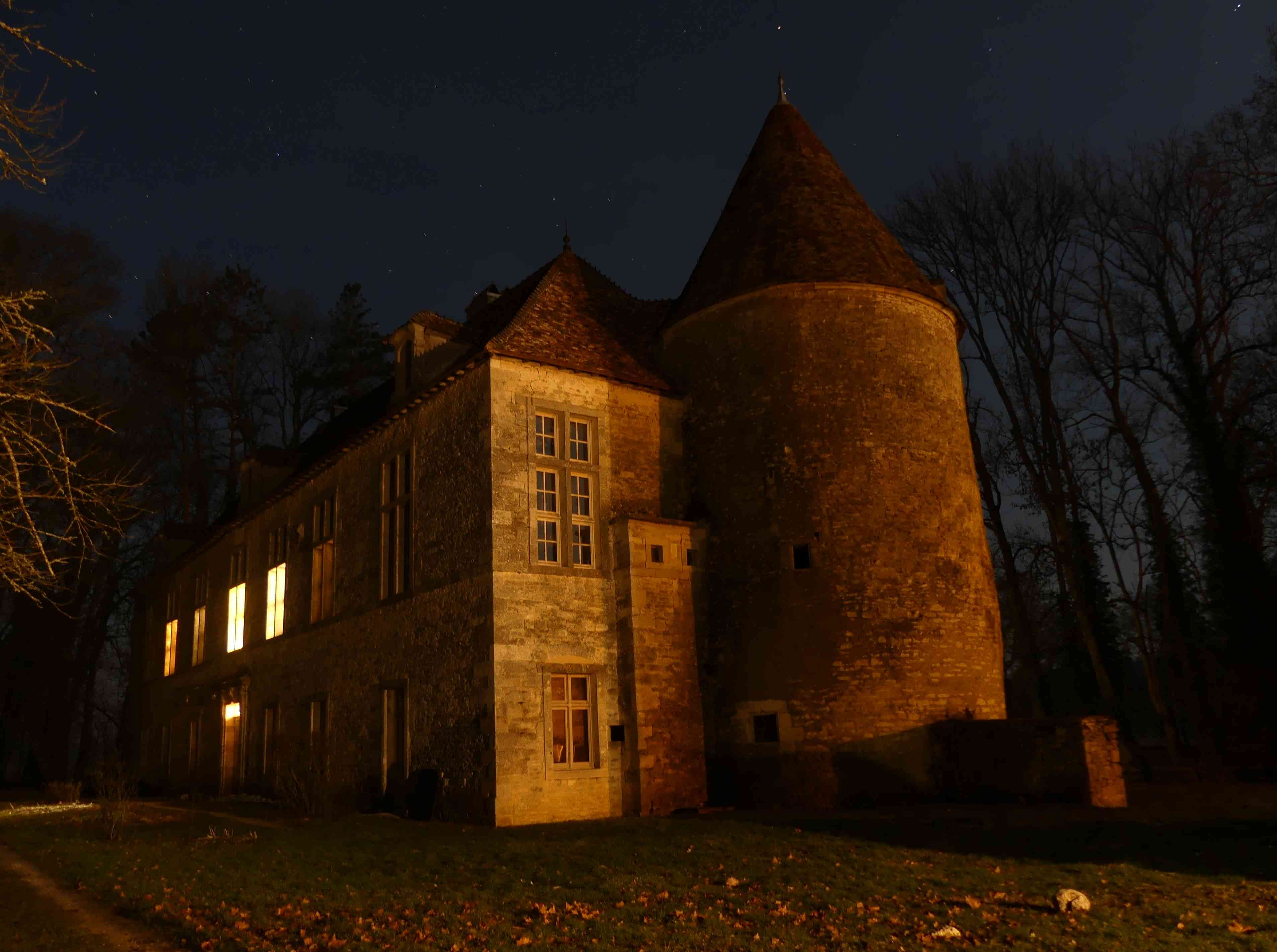
Vue du château de la Romagne de nuit
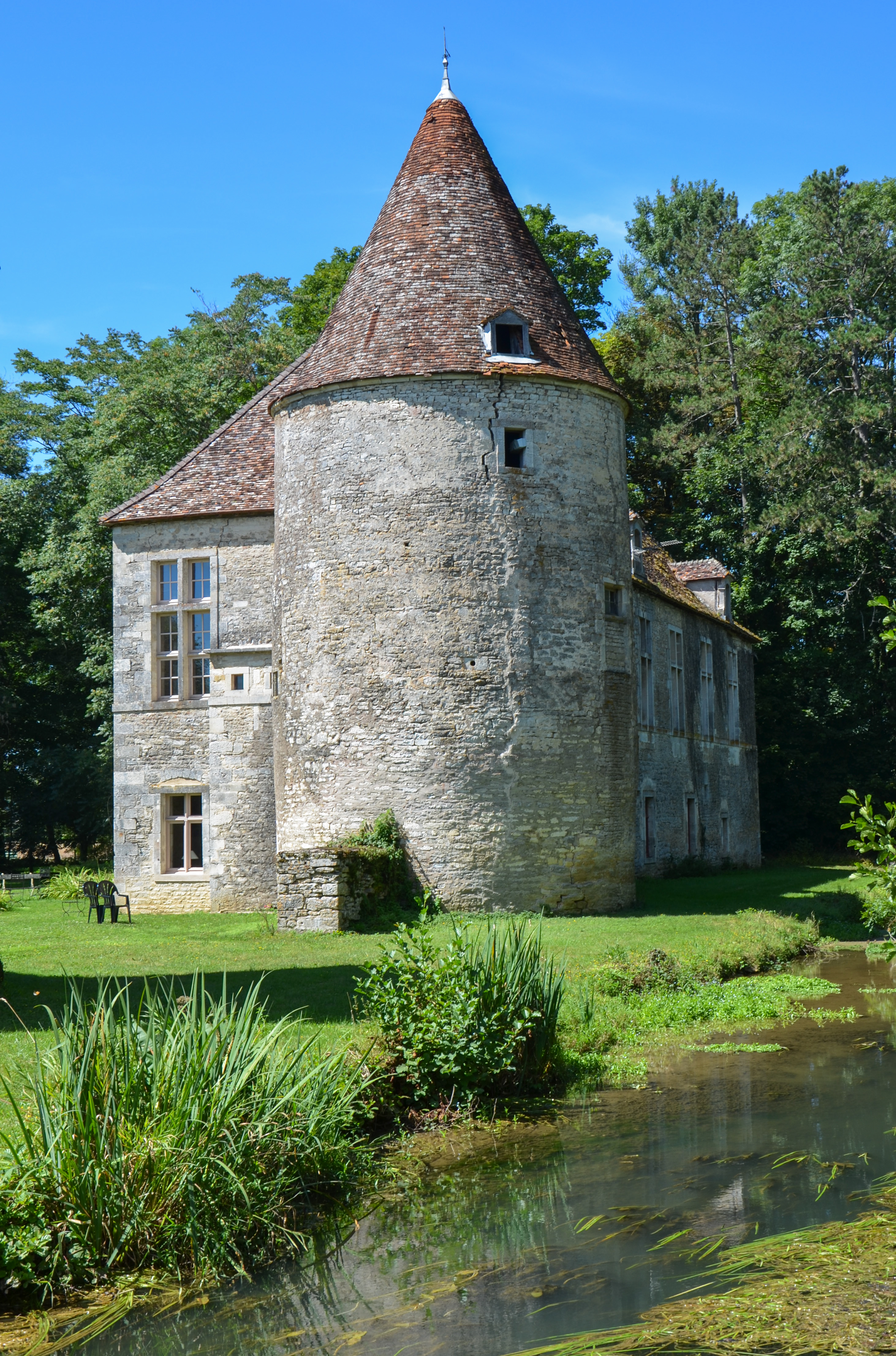
Vue de la tour Saint-Jean et du château